# Steller-Gletscher
Der Steller-Gletscher ist ein 56 km langer Gletscher im US-Bundesstaat Alaska, 115 km östlich von Cordova.

## Geografie
Das 1500 m hoch gelegene Nährgebiet des Gletschers befindet sich nordwestlich von Mount Steller am westlichen Ende des Bagley Icefield. Der im Mittel etwa 3,6 km breite Gletscher strömt in südwestlicher Richtung durch die Chugach Mountains und endet 25 km von der Pazifikküste entfernt. Unterhalb seiner Gletscherzunge haben sich mehrere Gletscherrandseen gebildet, darunter der Berg Lake. Die Seen werden zum Pazifik hin entwässert.

## Gletscherentwicklung
Früher war der Steller-Gletscher noch ein Tributärgletscher des östlich gelegenen Bering-Gletschers. Durch den Rückzug der Gletscher wurden diese jedoch voneinander getrennt. 

## Namensgebung
Der seit 1950 gültige Gletschername leitet sich von dem nahe gelegenen Mount Steller ab, der nach Georg Wilhelm Steller (1709–1746) benannt wurde, einem Naturforscher und Teilnehmer der von Vitus Bering geleiteten Zweiten Kamtschatkaexpedition, während dieser Steller im Jahr 1741 die der Alaskaküste vorgelagerte Insel Kayak Island besuchte.